# Chenistonia trevallynia
Chenistonia trevallynia is een spinnensoort uit de familie Anamidae.
Chenistonia trevallynia werd in 1926 beschreven door Hickman.